# .ca
.ca（ドットシーエー）は、国別トップレベルドメイン (ccTLD) の一つで、カナダに割り当てられている。

## 登録
レジストラが定めた、以下の登録要件を満たさなければならない。
- カナダ国籍の成人
- カナダの永住者
- カナダの法人
- カナダの先住民であるイヌイット、ファースト・ネーション、メティその他
- 先住民のうち、インディアン法に定められた一団
- 外国籍の法人や個人でカナダに登録商標を備えたもの
- 執行者、管理者、その他の法的代理人で要件を満たすもの
- 政府の部門
- イギリス連邦元首

登録者は直接、セカンドレベルドメインに登録することもできるが、地域型ドメイン下に決めることもできる。前述のとおり、.caの登録はレジストラを通じて行う。

## 歴史
1988年、.caはジョン・ポステル（当時IANAオペレータ）によって、ブリティッシュコロンビア大学（UBC）に割り当てられた。
カナダのインターネットコミュニティは1997年の「インターネット年次カンファレンス」（開催地：ノバスコシア州ハリファックス）において、登録手続きの自由化と、登録にかかる時間の大幅な短縮を実現するレジストリ改革の実施を決めた。.caの運営管理権限は2000年12月1日、ブリティッシュコロンビア大学から非営利組織の「Canadian Internet Registration Authority」に移管された（頭字語CIRA、カナダインターネット登録監督局）。

## 第二レベルドメイン
かつてブリティッシュコロンビア大学が管轄した時代に、同一の地区で活動する実体（エンティティ）に「city.toronto.on.ca」といった第4レベルドメイン、同一の行政区内で活動するエンティティには第3レベルドメインの下に割り当てるという運用を行った。一方で地方の有限責任会社は「.mb.ca」といった第3レベルドメインの登録しかできず、他方で連邦政府の有限責任会社には「.ca」下の第2レベルドメインを使わせた。つまり直接、.caに登録できたのは、2つの行政区にまたがった団体のみであった。このような厳しい規制が原因で、カナダの多くの団体が.caより登録料の高い.comや.org、.netを使用するようになってしまった。。
現在は、どのレジストラもドメインを直接、.ca下に登録できる。以下のサブドメインは主に、CIRA管轄に移る以前に使われ、いわば.caドメインの歴史的な遺物として継続している。
- .ab.ca — アルバータ州
- .bc.ca — ブリティッシュコロンビア州
- .mb.ca — マニトバ州
- .nb.ca — ニューブランズウィック州
- .nf.ca — ニューファンドランド・ラブラドール州 (登録受付終了。.nl.caへ移行)
- .nl.ca — 同上
- .ns.ca — ノバスコシア州
- .nt.ca — ノースウェスト準州
- .nu.ca — ヌナブト準州
- .on.ca — オンタリオ州
- .pe.ca — プリンスエドワードアイランド州
- .qc.ca — ケベック州
- .sk.ca — サスカチュワン州
- .yk.ca — ユーコン準州

註：一般に、「.gc.ca」（セカンドレベルドメイン）はCIRAが政府機関に割り当てた地名型ドメインと認識されているが、これは誤りである。CIRAは.gc.ca配下の登録に関与しないばかりか、実はこのドメインは.caドメイン配下の他の登録ドメインと差別化されていない。「.mil.ca」も同様である。

## 名前に関する規制
以下のドメイン名は登録できない。
- 頭が「xn--」からはじまるドメイン（国際化ドメイン用）。
- トップレベルドメインに存在するドメイン（例：com.ca、ca.ca）。
- 特定の卑語。
- カナダ国内の地名。

奇妙なことに、第2・第3レベルいずれにも上記に示した分類に当たる名前の予約があり、既に登録した実体は返上せずに引き続き保持できる（例：セントローレンス大学 (オンタリオ州)（英語）のsl.on.ca）。これとは別に2文字のドメイン名もわずかにあり、既存の国名コードのトップレベルドメインと一致するものは少ない。
登録しようとする名前がすでに他の.caは以下に存在する、あるいは行政区や準州で使用中の場合、その名前の登録は制限される。登録を実現するにはレジストラの仲介を受けて手続きをして、CIRA経由でその名前を登録済みの全登録者から委譲の同意を取り付けなければならない。
一例としてニューブランズウィック州が「gouv.nb.ca」というドメイン名を登録したいとすると、CIRAの自動化されたWHOISと登録ツールは単にエラーを返す。ケベック州オンタリオならびにPEIが政府サイトとしてフランス語版用に「.gouv」をすでに保持しているからである。正規の登録手続きでは、このドメインの取得は不可能である。

## 期限切れの.caドメイン
期限切れで一時停止されたドメイン名は、30日間の猶予期間経過後 to-be-released（TBR）ステータスとなる。期限が切れた名称は、毎週行われるオークションを通して再利用に回り、出品対象のドメイン名はオンラインで告知される。入札がなかった場合は、通常のドメインと同様、所有者を先着順で決める。